# Östra Petisholmen
Östra Petisholmen, finska: Vähä-Petääs, är en ö nära Innamo i Nagu,  Finland. Den ligger i Skärgårdshavet i Pargas stad i den ekonomiska regionen  Åboland i landskapet Egentliga Finland, i den sydvästra delen av landet. Ön ligger omkring 3 kilometer sydost om Innamo, 7 kilometer nordväst om Nagu kyrka, 34 kilometer sydväst om Åbo och omkring 170 kilometer väster om Helsingfors. Närmaste allmänna förbindelse är förbindelsebryggan vid Innamo som trafikeras av M/S Falkö.
Öns area är 5,9 hektar och dess största längd är 390 meter i öst-västlig riktning.